# Llanera
Llanera – gmina w Hiszpanii, w prowincji Asturia, w Asturii, o powierzchni 106,69 km². W 2011 roku gmina liczyła 14 167 mieszkańców.